# Сант'Анджело а Фазанела
Сант'А̀нджело а Фазанѐла (на италиански: Sant'Angelo a Fasanella) е село и община в Южна Италия, провинция Салерно, регион Кампания. Разположено е на 730 m надморска височина. Населението на общината е 730 души (към 2010 г.).